# El Grande, Veracruz
El Grande är en ort i Mexiko.   Den ligger i kommunen Coatepec och delstaten Veracruz, i den sydöstra delen av landet, 230 km öster om huvudstaden Mexico City. El Grande ligger 1 075 meter över havet och antalet invånare är 955.
Terrängen runt El Grande är kuperad. Runt El Grande är det tätbefolkat, med 331 invånare per kvadratkilometer. Närmaste större samhälle är Xalapa, 10,8 km norr om El Grande. I omgivningarna runt El Grande växer huvudsakligen savannskog.